# 马库斯·蔡尔德
马库斯·蔡尔德（英語：Marcus Child，1991年3月2日—），新西兰男子曲棍球运动员。他曾代表新西兰国家队参加2018年英联邦运动会曲棍球比赛，获得一枚银牌。他也曾参加2014年和2018年世界杯男子曲棍球赛。